# Taula de Canvis i Depòsits
La Taula de Canvis i Depòsits de la Ciutat de València fou un banc municipal creat per a les operacions mercantils de canvis i depòsits el 1407, complementari de la banca privada, i autoritzat pel rei Martí l'Humà a imitació de la Taula de Canvi de Barcelona que havia estat instituïda pocs anys abans, el 1401.

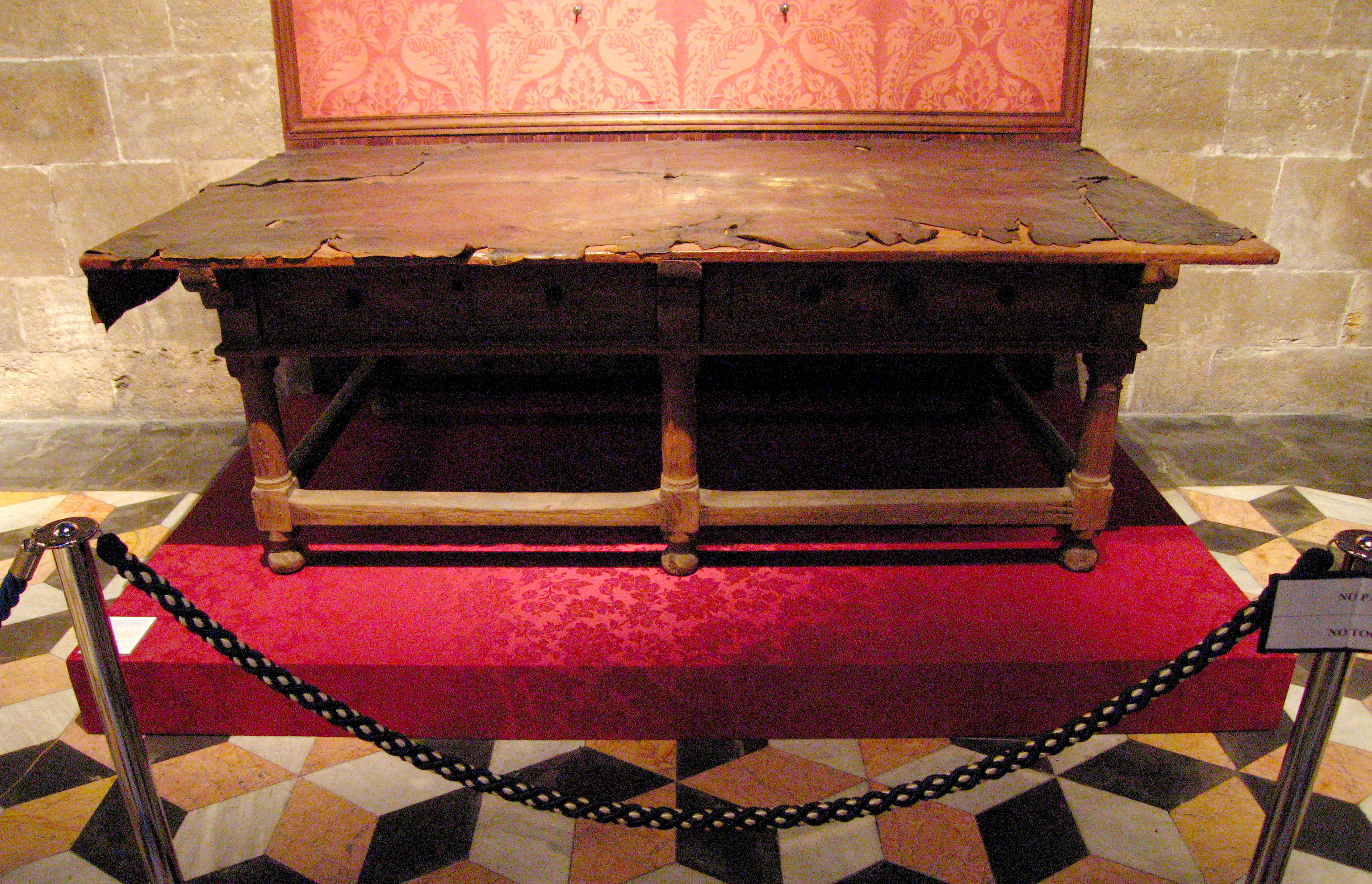
Taula de Canvis i Depòsits de la Ciutat de València.

Una taula de canvi és una institució econòmica que apareix a l'Edat mitjana, amb l'augment dels viatges i comerç internacional. És el precedent més directe dels bancs públics.
Segons Sanchis Guarner, durant la segona meitat del XIV l'activitat mercantil a la Ciutat i Regne de València començava a ser tan intensa que la primera lletra de canvi que coneixem lliurada a l'Europa Occidental era precisament valenciana, del 1371 o del 1376 (per tal com totes dues lectures són possibles).
La primera Taula de Canvis i Depòsits de la Ciutat de València, però, fou liquidada el 1416. Calgué esperar el 1519 perquè s'inauguràs la Nova Taula, que perdurà fins a 1649. Durant algun temps s'ubicà al Saló Columnari de la Llotja de la Seda de València, que era el centre mercantil de la ciutat .
El 1649 aparegué la Taula Novíssima, que estigué en funcionament fins als decrets de Nova Planta. Amb l'abolició dels furs desaparegué el 1719.